# شارلوت كينغ
شارلوت كينغ (بالإنجليزية: Charlotte Dacre) (و. 1771 – 1825 م) هي شاعرة، وكاتِبة، وروائية بريطانية، توفيت في لندن، عن عمر يناهز 54 عاماً.

## روابط خارجية
- شارلوت كينغ على موقع إن إن دي بي (الإنجليزية)